# Liste der Kulturdenkmäler in Weitefeld
In der Liste der Kulturdenkmäler in Weitefeld sind alle Kulturdenkmäler der rheinland-pfälzischen Ortsgemeinde Weitefeld aufgelistet. Grundlage ist die Denkmalliste des Landes Rheinland-Pfalz (Stand: 4. Mai 2023).

## Denkmalzonen
| Bezeichnung                        | Lage                                                                                   | Baujahr                 | Beschreibung                                                                                     | Bild                           |
| ---------------------------------- | -------------------------------------------------------------------------------------- | ----------------------- | ------------------------------------------------------------------------------------------------ | ------------------------------ |
| Denkmalzone Ortskern Oberdreisbach | Oberdreisbach, Brunnenstraße 11-17 (ungerade Nummern) und 8, Dreisbachtal 1 und 3 Lage | 17. bis 19. Jahrhundert | charakteristische Baugruppe mit mehreren Quereinhäusern, teilweise im 19. Jahrhundert verkleidet | weitere Bilder Fotos hochladen |

## Einzeldenkmäler
| Bezeichnung | Lage                                    | Baujahr                  | Beschreibung                                                                              | Bild                           |
| ----------- | --------------------------------------- | ------------------------ | ----------------------------------------------------------------------------------------- | ------------------------------ |
| Quereinhaus | Oberdreisbach, Brunnenstraße 4 Lage     | 17. oder 18. Jahrhundert | Fachwerk-Quereinhaus, teilweise massiv, wohl aus dem 17. oder 18. Jahrhundert             | Fotos hochladen                |
| Quereinhaus | Oberdreisbach, Brunnenstraße 15 Lage    | 17. oder 18. Jahrhundert | Fachwerk-Quereinhaus, teilweise massiv, verkleidet, wohl aus dem 17. oder 18. Jahrhundert | weitere Bilder Fotos hochladen |
| Quereinhaus | Oberdreisbach, Daadener Straße 1 Lage   | 17. Jahrhundert          | Fachwerk-Quereinhaus, teilweise verschiefert, 17. Jahrhundert                             | weitere Bilder Fotos hochladen |
| Quereinhaus | Oberdreisbach, Daadener Straße 2 Lage   |                          | Fachwerk-Quereinhaus mit Niederlass, teilweise massiv oder verschiefert                   | weitere Bilder Fotos hochladen |
| Quereinhaus | Weitefeld, Hachenburger Straße 1/3 Lage | 18. Jahrhundert          | Fachwerk-Quereinhaus, teilweise massiv oder verkleidet, 18. Jahrhundert                   | weitere Bilder Fotos hochladen |
| Quereinhaus | Weitefeld, Zum Steimel 3 Lage           | 18. Jahrhundert          | Fachwerk-Quereinhaus, teilweise massiv oder verkleidet, 18. Jahrhundert                   | Fotos hochladen                |